# Улица Девятого Января (Павловск)
Улица Девя́того Января́ — улица в городе Павловске (Пушкинский район Санкт-Петербурга). Проходит от 1-й Краснофлотской и Звериницкой улицы до Садовой улицы.
Первоначально это был Пиков переулок. Он проходил от Садовой улицы до Звериницкой. Название известно с 1840 года и связано с фамилией Ш. ле Пика — французского артиста балета, балетмейстера, с 1787 года жившего в России и в 1790-е годы владевшего дачей в начале переулка.
Примерно в 1939 году Пиков переулок переименовали в улицу Девятого Января — в память о событиях 9 января 1905 года, более известных как кровавое воскресенье.
В 1950-х годах нумерация домов на улице была изменена и теперь идёт в обратном направлении. Тогда же был упразднён 50-метровый участок, располагавшийся в створе улицы Девятого Января и проходивший от 1-й Краснофлотской улицы до Звериницкой. При этом земельные участки по-прежнему сформированы так, что упразднённый участок не перешёл в частную собственность и теоретически может быть вновь пробит.
В реальности улица Девятого Января начинается от 1-й Краснофлотской улицы, откуда до перекрестка до Звериницкой — 25 м. Тем не менее, согласно реестру названий Санкт-Петербурга, границы установлены от перекрестка Звериницкой и 1-й Краснофлотской улиц.

## Перекрёстки
- 1-я Краснофлотская / Звериницкая улица
- улица Декабристов
- улица Горького
- Садовая улица